# Prey Nob
Prey Nob är ett distrikt i Kambodja.   Det ligger i provinsen Kampot, i den sydvästra delen av landet, 160 km sydväst om huvudstaden Phnom Penh.